# Wamba (Valladolid)
Wamba es un municipio y localidad española de la provincia de Valladolid, en la comunidad autónoma de Castilla y León. Se encuentra en la parte suroriental de la comarca de los Montes Torozos. Limita con los municipios de Peñaflor de Hornija, Villanubla, Ciguñuela, Valladolid (por un enclave del término municipal Vallisoletano), Castrodeza y Torrelobatón. Está situada en el Camino de Santiago de Madrid.

## Toponimia
Wamba es la única localidad de España cuyo nombre comienza por uve doble; este viene dado por el rey godo Wamba, quien fue elegido rey en esa localidad en el año 672. En aquella época se llamaba Gérticos y el rey Recesvinto tenía allí una villa de descanso. Al morir Recesvinto en dicha villa, los nobles eligieron a Wamba ese mismo día.

## Historia

### SigloXIX
Así se describe a Wamba en la página 340 del tomo III del Diccionario geográfico-estadístico-histórico de España y sus posesiones de Ultramar, obra impulsada por Pascual Madoz a mediados del siglo XIX:

BAMBA

Villa con ayuntamiento de la provincia, administración de rentas, audiencia territorial y capitanía general de Valladolid (3 leguas), partido judicial de la Mota del Marqués (4), diócesis vere nullius por corresponder a la encomienda de San Juan.
Situada en un valle bastante hondo y recogido, que forman las alturas en que está el monte de Torozos; le combaten todos los vientos en particular el N; su clima es frío y se padecen algunas fiebres catarrales y tercianas.
Se compone de 140 casas reunidas, de mediana comodidad y piso bajo, excepto un palacio de buena arquitectura y bastante capaz, donde tienen habitación los administradores de la encomienda; las calles están empedradas y son estrechas; hay casa de ayuntamiento en la que está la cárcel y carnicería; 1 fuente con 2 caños y pilón para los ganados; 1 escuela de instrucción primaria, a la que concurren 30 alumnos, servida por un maestro con la dotación de 100 ducados, y 1 iglesia parroquial dedicada a Nuestra Señora de la Asunción; la sirve 1 vicario y 1 teniente que este nombra; el vicario ejerce la jurisdicción ordinaria y eclesiástica sobre los priores de los pueblos de Castrodeza, Adalia y Arroyo, y su nombramiento pertenece al gobernador de la orden, observándose la antigüedad y escala entre los priores de dichos pueblos.
La fábrica del edificio es del tiempo de los godos; y por la casa titulada palacio que está unida y tenía comunicación, se infiere que fue de templarios; hay 2 capillas, en una están sus paredes cubiertas de cráneos y demás huesos del cuerpo humano, tan simétricamente colocados, que se admira cómo hayan podido sostenerse tantos años sin destruirse; la otra se titulada de Doña Urraca, donde se dice que esta infanta se retiró a hacer oración y penitencia; en las paredes de uno de los claustros hay 3 sepulcros que por unos versos puestos en ellos, se infiere que son de 3 hermanos de Doña Urraca, que perecieron en el sitio de Zamora.
En las inmediaciones del pueblo, y al N de él hay 1 fuente con su caño llamado Honcalada, y el cementerio algo separado no ofende la salud pública.
Confina el término por N Villanubla; E Ciguñuela; S Castrodeza, y O con el de Peñaflor; su extensión por N y E es de 1 legua, y por S y O de 1/2; se encuentran en él varias y abundantes fuentes; al N y tocando al término de Villanubla se conservan las paredes de un edificio, que así como la iglesia parroquial, según tradición, fue casa de templarios; entre N y O hay 2 ermitas con la advocación, una del Cristo del Humilladero, y la otra de Nuestra Señora de la Encina; corre por él un arroyo titulado río Hornija.
El terreno es bastante fértil, en especial todo el del asiento del valle; y la pradera, regada con las aguas que vienen de Villanubla, cuya corriente hasta confinar con Castrodeza da impulso a 4 molinos harineros.
Los caminos son locales y en mal estado.
La correspondencia se recibe de la administración de Valladolid por encargo particular.
Producciones: trigo, cebada, centeno, morcajo, avena, lentejas y toda clase de legumbres; y en sus praderas se cría bastante ganado vacuno, mular y de cerda; hay liebres y perdices.
Comercio: la panadería y venta de cerdos en canal que al efecto se conducen a Valladolid.
Población: 113 vecinos, 452 almas.
Capital productivo: 1 050 070 reales. Imponible: 105 007. Contribución en todos conceptos: 21 054 reales y 25 maravedíes.

Historia. [...]

## Geografía humana

### Demografía
Cuenta con una población de 295 habitantes (INE 2024).
| Gráfica de evolución demográfica de Wamba entre 1842 y 2021 |
| |
| Población de derecho según los censos de población del INE Población de hecho según los censos de población del INEEn estos censos se denominaba Bamba: 1842, 1857, 1860, 1877, 1887, 1897, 1900 y 1910 |

Distribución de la población según su nacionalidad.
| Nacionalidad | Hombres | Mujeres | Total | %       | Proporción |
| ------------ | ------- | ------- | ----- | ------- | ---------- |
| Española     | 168     | 140     | 305   | 99.03 % |            |
| Extranjera   | 2       | 1       | 3     | 0.97%   |            |

## Administración y política
| Periodo   | Nombre                        | Partido        |
| --------- | ----------------------------- | -------------- |
| 1979-1983 | Eucario Conde Cadenas         | Independiente  |
| 1983-1987 | Darío Álvarez Arroyo          | PSOE           |
| 1987-1991 | Darío Álvarez Arroyo          | PSOE           |
| 1991-1995 | Darío Álvarez Arroyo          | PP             |
| 1995-1999 | José Luis Álvarez del Caño    | Independientes |
| 1999-2003 | José Luis Álvarez del Caño    | PP             |
| 2003-2007 | Alonso Fernando Cantalapiedra | PSOE           |
| 2007-2011 | José Luis Álvarez del Caño    | PP             |
| 2011-2015 | José Luis Álvarez del Caño    | PP             |
| 2015-2019 | José Luis Álvarez del Caño    | PP             |
| 2019-2023 | José Luis Álvarez del Caño    | PP             |
| 2023-act. | José Luis Álvarez del Caño    | PP             |

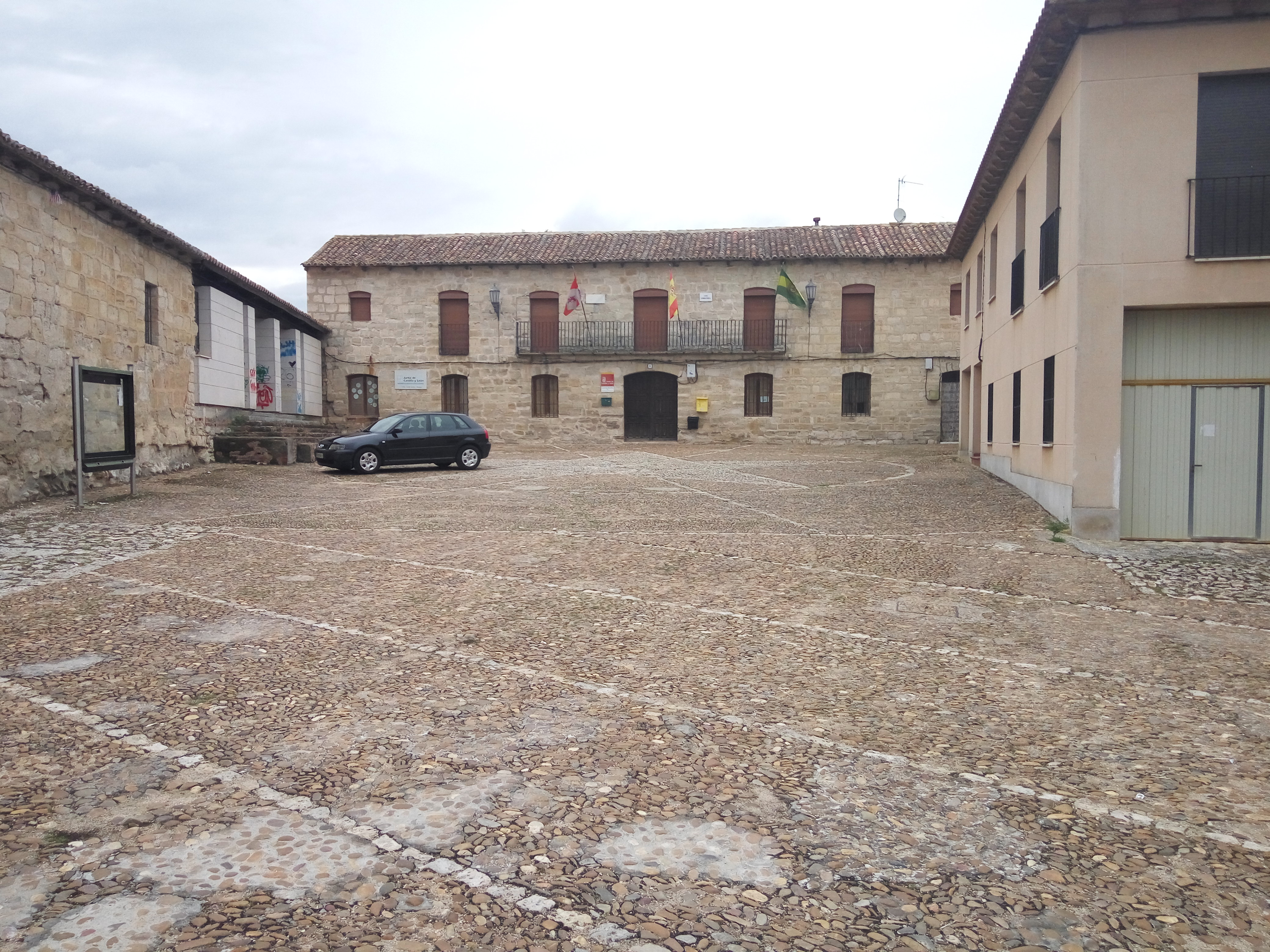
Casa consistorial

Los resultados en Wamba de las elecciones municipales, celebradas en mayo de 2015, fueron:
| Elecciones Municipales - Wamba (2015)    |       |          |            |
| Partido político                         | Votos | %Válidos | Concejales |
| Partido Popular (PP)                     | 143   | 56,9 7%  | 4          |
| Partido Socialista Obrero Español (PSOE) | 96    | 38,25 %  | 3          |

Los resultados en Wamba de las elecciones municipales, celebradas en mayo de 2019, fueron:
| Elecciones Municipales - Wamba (2019)    |       |          |            |
| Partido político                         | Votos | %Válidos | Concejales |
| Partido Popular (PP)                     | 166   | 70,04 %  | 5          |
| Partido Socialista Obrero Español (PSOE) | 62    | 26,16 %  | 2          |

## Patrimonio

### Iglesia de Santa María

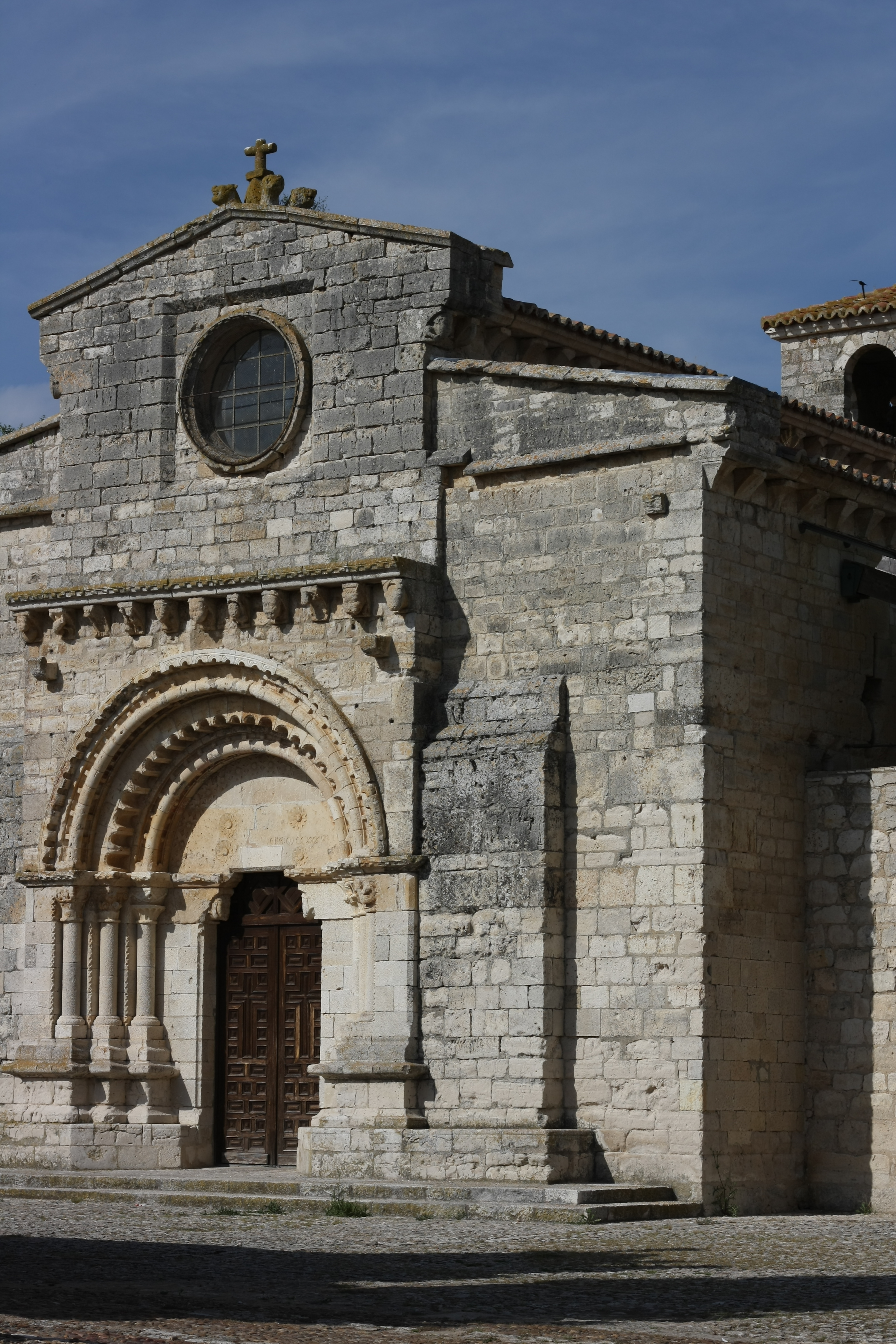
Iglesia de Santa María de Wamba

Se sabe de la existencia de una iglesia visigoda en ese lugar, de la que se conservan restos de decoración en el Museo Arqueológico de Valladolid. Parece probable que durante la repoblación de esta zona se reconstruyera la iglesia allí existente desde los tiempos de Recesvinto. Por sus características, debió ser la primera iglesia mozárabe de la zona y posiblemente, a diferencia de otros lugares próximos, como San Cebrián de Mazote, Wamba fuera repoblada por gentes que provenían del norte, ya que se trata de un edificio mucho más próximo a las influencias visigodas y asturianas que a las que pudieran aportar los cristianos que provenían de al-Ándalus.

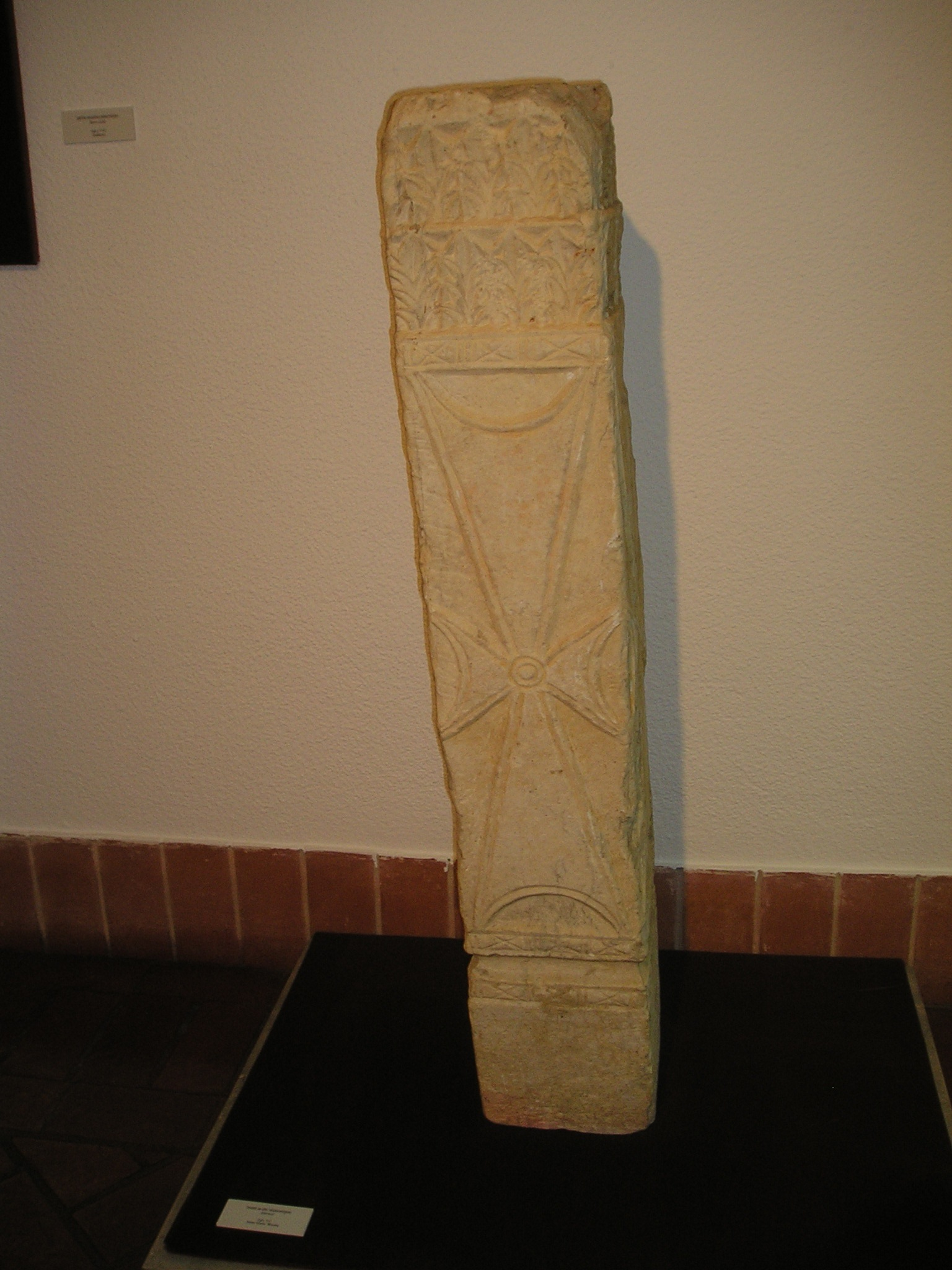
Pilastra visigoda depositada en el Museo de Valladolid procedente de Wamba, resto de la primitiva iglesia visigoda de la localidad

De la iglesia mozárabe solo se conserva la cabecera triple, el primer tramo de las naves y el muro norte completo, mientras el resto fue sustituido y ampliado a finales del siglo xii, en que Santa María de Wamba pasó a depender de los Caballeros Hospitalarios de la Orden de San Juan de Jerusalén. Su forma era la de un rectángulo de 18 m de largo por 12 de ancho, dividido en nueve zonas mediante arcos de herradura sobre pilares, al que se adosa una cabecera, de la misma anchura que el resto de la iglesia, formada por tres ábsides rectangulares, sobresaliendo en el testero el central que es de mayor tamaño que los laterales. A diferencia de San Cebrián de Mazote, la forma interior de los tres ábsides es rectangular.
En la parte de la iglesia reconstruida por los Caballeros Hospitalarios en el siglo xii, de estilo cisterciense, podemos también contemplar un compartimento adosado al crucero norte, de fecha incierta, cubierto por bóveda de aristas con columna central, varias pinturas y esculturas de diferentes periodos, y un osario en el que aún se conservan parte de los miles de esqueletos depositados a lo largo de los siglos xiii al xviii.

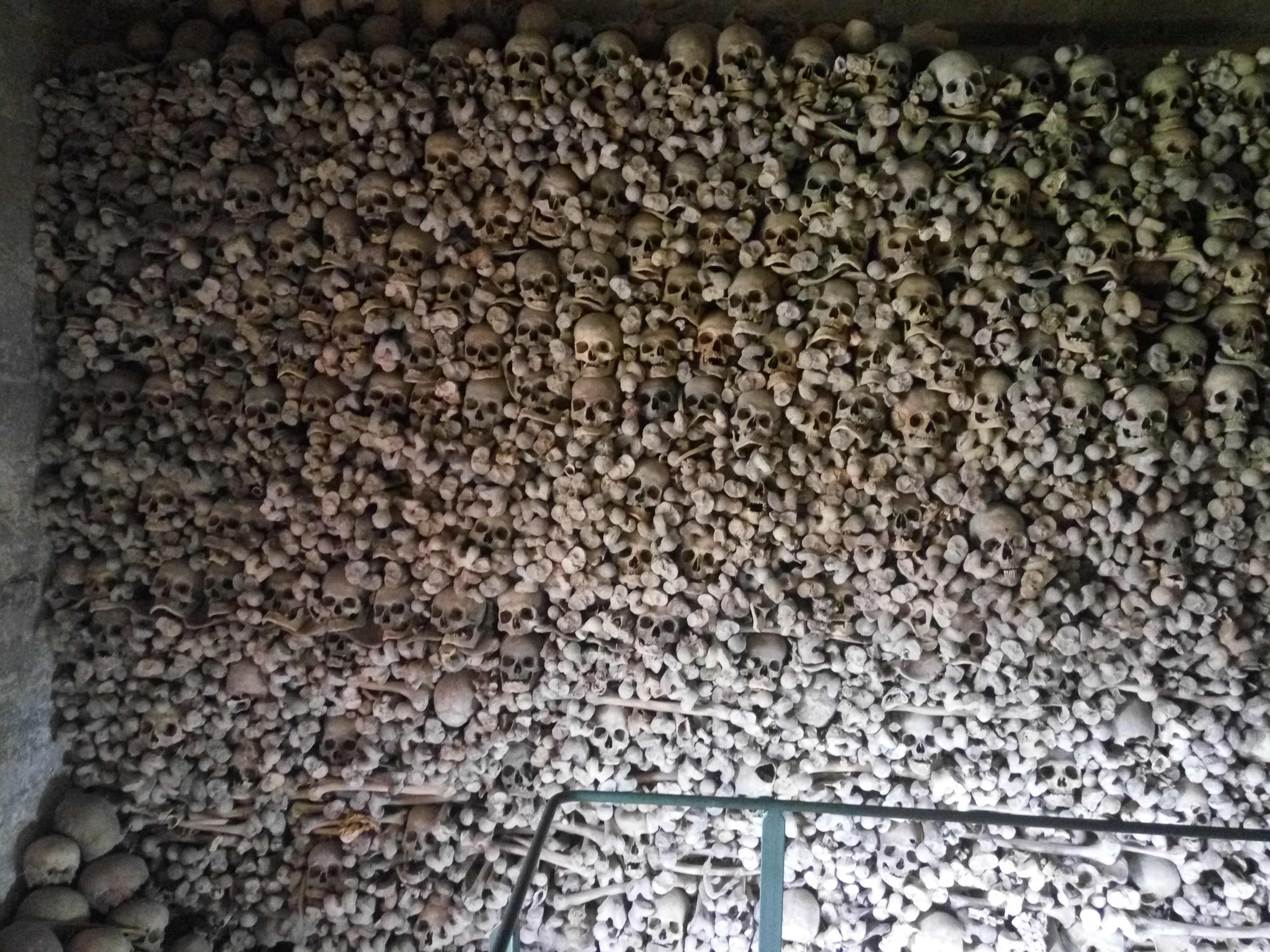
Interior del osario de la iglesia de Santa María de Wamba

Cuenta con un enorme osario de más de 3000 calaveras de monjes. En una de sus paredes se puede leer el siguiente epitafio:

Como te ves, yo me ví. Como me ves, te verás. Todo acaba en esto aquí. Piénsalo y no pecarás.

En la iglesia de Santa María fue sepultada la reina Urraca de Portugal, esposa del rey Fernando II de León y madre del rey Alfonso IX de León, que había ingresado como freira en la Orden de San Juan de Jerusalén. En la llamada capilla de la Reina se halla colocado un epitafio, posterior a la defunción de la reina Urraca de Portugal, en el que se relata que dicha reina, hija de Alfonso I de Portugal y de su esposa Mafalda de Saboya, recibió sepultura en dicha iglesia.

### Ermita del Cristo del Humilladero
Del siglo XVI con imagen del Cristo en el interior.

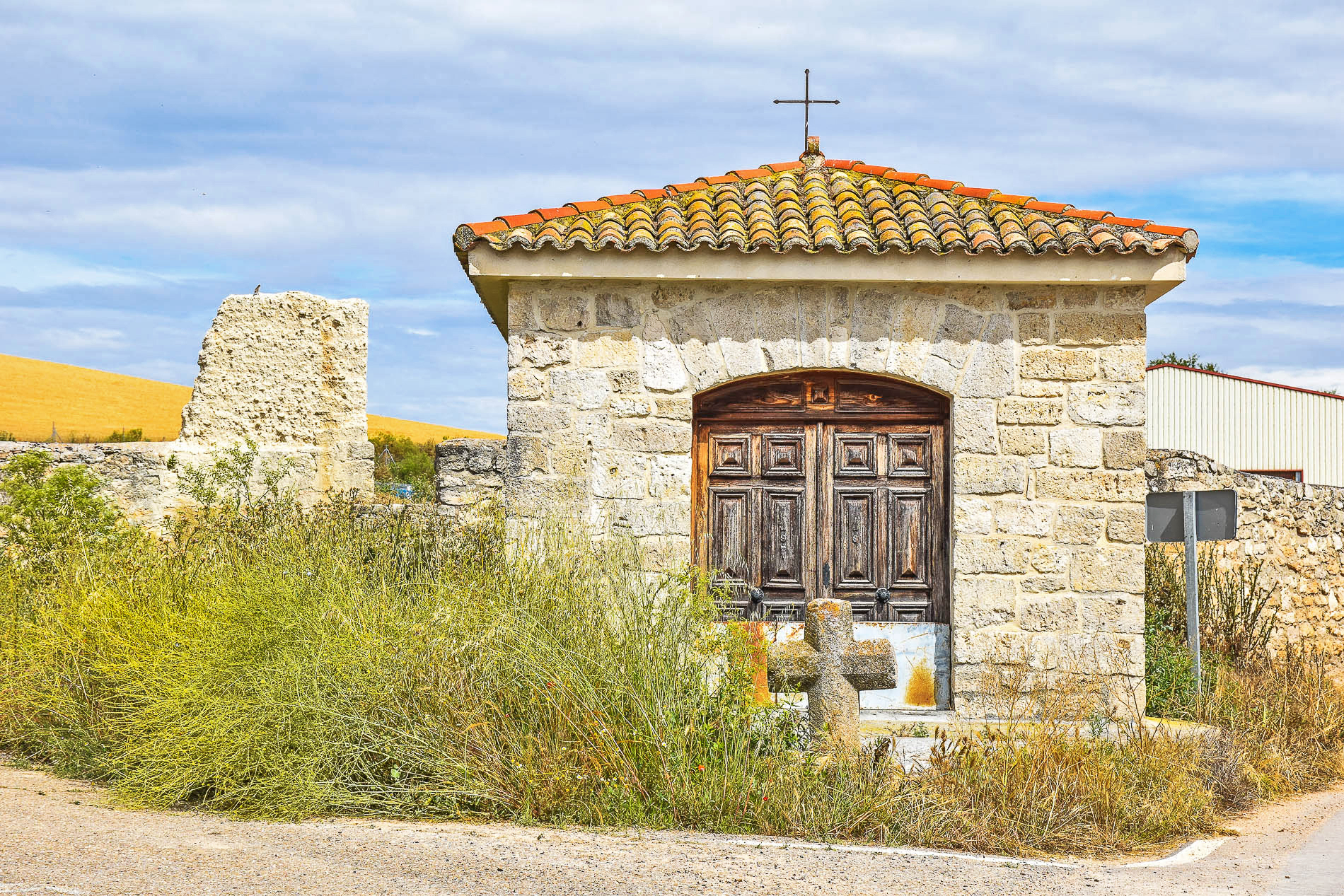
Ermita del Cristo del Humilladero

## Fiestas
Las fiestas patronales se celebran en agosto. Su patrona es la Virgen de Nuestra Señora de la Asunción junto a San Isidro Labrador y se celebran entre el 14 de agosto y el 17 de agosto.